# Anne Nicol Gaylor
Anne Nicol Gaylor (Tomah, 25 de novembro de 1926 – Fitchburg, 14 de junho de 2015) foi uma ateia americana e defensora dos direitos sexuais e reprodutivos. Ela cofundou a Freedom from Religion Foundation e um fundo de aborto para mulheres de Wisconsin. Ela escreveu o livro Abortion Is a Blessing e gerenciou The World Famous Atheist Cookbook. Em 1985, Gaylor recebeu o Humanist Heroine Award da Associação Humanista Americana, e em 2007, ela recebeu o Tiller Award da NARAL Pro-Choice America.

## Biografia
Filha de Jason Theodore e Lucy Edna (nascida Sowle), Lucy Anne Nicol nasceu em 25 de novembro de 1926, na cidade de Tomah, em Wisconsin. Sua mãe morreu quando Anne tinha dois anos. Anne Nicol se formou no ensino médio aos 16 anos de idade e obteve um diploma de inglês da Universidade de Wisconsin-Madison em maio de 1949. Ela se casou com Paul Joseph Gaylor no mesmo ano, e eles tiveram quatro filhos: Andy, Annie Laurie, Ian e Jamie. Seu pai frequentou uma Igreja de Cristo em sua juventude, mas cresceu para ter desdém pela religião.
Gaylor iniciou a primeira agência de emprego privada em Madison, Wisconsin, que ela vendeu em 1966. Ela então se tornou editora do Middleton Times-Tribune.

## Posicionamento sobre o aborto
Em 1967, enquanto editora do Times-Tribune, Gaylor escreveu um editorial pedindo a legalização do aborto em Wisconsin. Mais tarde, ela se juntou à Associação para o Estudo do Aborto, ao Comitê de Wisconsin para Legalizar o Aborto e ao Crescimento Zero da População. Em 1970, os abortos do primeiro trimestre foram legalizados em Wisconsin, e ela começou o Serviço de Referência de Crescimento Populacional Zero para encaminhar mulheres a provedores de aborto. No entanto, ainda havia poucos médicos que realizavam abortos no estado, então Gaylor frequentemente encaminhou mulheres para o México e Nova Iorque. Ela também atuou no Conselho de Administração da NARAL, agora conhecida como NARAL Pro-Choice America.
Gaylor, juntamente com o professor de química da Universidade de Wisconsin-Madison, Robert West, fundou o Women's Medical Fund para expandir os serviços prestados pelo ZPG Referral Service.  A organização foi incorporada como uma organização sem fins lucrativos em 1976. Ele fornece pequenas doações (em média, cerca de 200 dólares) para mulheres que não podem pagar os custos totais de seus abortos.
O financiamento vem de doadores individuais e doações de fundações. No passado, o fundo anunciava seus serviços, mas agora as referências vêm diretamente das clínicas de aborto. A organização é administrada inteiramente por voluntários, sem funcionários pagos, e Gaylor atende muitas das ligações de referência. Ela pagou quase 3 milhões de dólares a provedores de aborto em nome de pacientes. Em 2009, a organização pagou mais de 162 mil dólares a seus clientes e Gaylor recebeu cerca de 800 ligações. Em 2010, Gaylor havia emitido cheques para ajudar a pagar 18 986 abortos.
Gaylor escreveu Aborto é uma bênção em 1975. O livro defende a liberalização das leis de aborto e detalha suas experiências na defesa dos direitos reprodutivos. Atualmente está esgotado, mas o texto completo está disponível online.

## Fundação Freedom From Religion

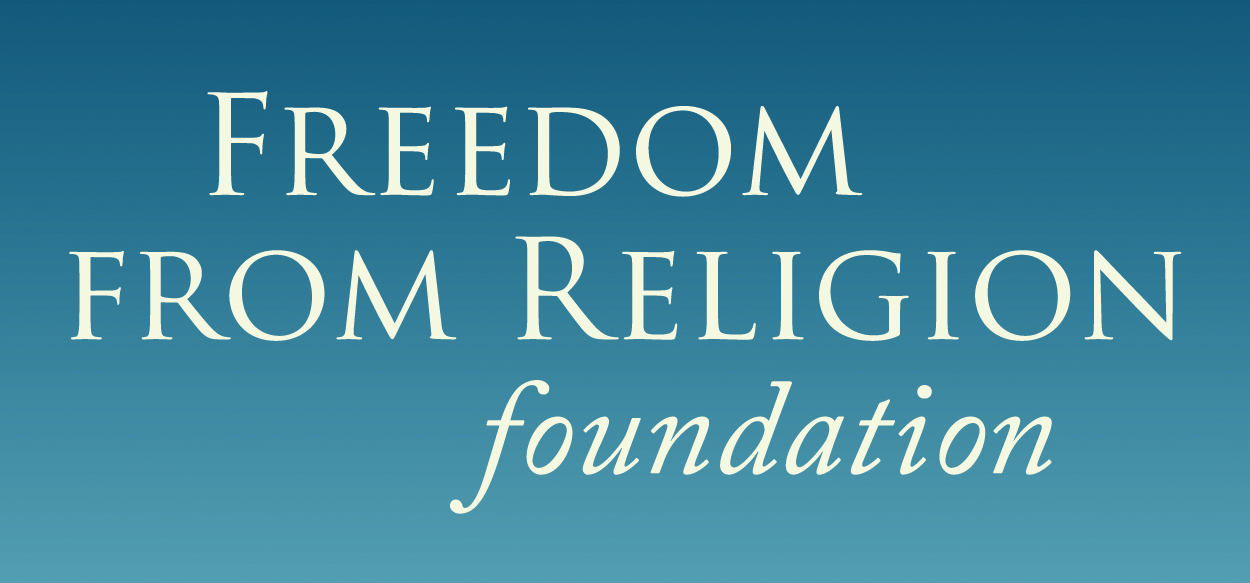
Logo da Fundação Freedom From Religion

Enquanto trabalhava em questões de direitos ao aborto, Gaylor sentiu a necessidade de abordar o que ela via como a causa raiz da opressão das mulheres: a religião. Ela sentiu que as organizações de direitos das mulheres existentes não estavam enfrentando essa questão, então ela fundou a Freedom From Religion Foundation (FFRF) em 1976, junto com sua filha Annie Laurie e John Sontarck.  Ela atuou como presidente e diretora executiva até sua aposentadoria em 2005. Atualmente, o grupo é liderado por sua filha e genro, Dan Barker. Trabalhou como consultora da FFRF e ocupou o cargo de presidente emérita. Enquanto ela era presidente, o grupo cresceu de três para mais de 19 000 membros em todos os 50 estados dos Estados Unidos e Canadá.
A FFRF é uma organização sem fins lucrativos que promove a separação entre Igreja e Estado e ensina o público sobre assuntos relacionados ao ateísmo, agnosticismo e não-teísmo. Sob sua liderança, a fundação esteve envolvida em vários casos legais de alto perfil, incluindo um que encerrou o ensino da doutrina cristã em uma escola pública do Tennessee e outro que derrubou uma lei que tornou a Sexta-feira Santa um feriado estadual em Wisconsin.
Gaylor produziu os primeiros comerciais ateus que foram ao ar na televisão, no Canal 3 de Madison. Ela também apareceu em programas de televisão e rádio como Crossfire , o programa de rádio de Larry King e o AM Chicago de Oprah Winfrey como porta-voz da FFRF. Em 1999, a FFRF publicou The World Famous Atheist Cookbook, editada por Gaylor.

## Morte
Seu marido morreu de câncer no cérebro em 2011, e ela se mudou para uma casa de repouso nos arredores de Madison, Wisconsin, em 2012.
Ela morreu em um hospício depois que ela foi hospitalizada e depois teve uma queda.

## Prêmios
- Elogiada pela Assembleia Estadual de Wisconsin[15]
- Citação pelo Senado Estadual de Wisconsin[15]
- Prêmio da Organização Nacional de Wisconsin para Mulheres Feministas do Ano[15]
- Prêmio de Serviço e Compromisso do Capítulo Wisconsin do National Women's Political Caucus[15]
- Prêmio Heroína Humanista da Associação Humanista Americana[16]
- Prêmio Tiller da NARAL[17]